# گایجین
گایجین (外人) («خارجی»، «بیگانه») یک کلمه ژاپنی برای خارجی‌ها یا تابعیت‌های غیر ژاپنی است. این کلمه از دوگانجی تشکیل شده‌است، (گای:外، "خارج"و جین: 人، "شخص").
کلمات ترکیب شده مشابه که به هرچیز خارجی اشاره دارند، شاملگایکوکو(外国، "کشور خارجی")وگایشا(外 車، "ماشین خارجی") هستند. .
این کلمه به‌طور معمول برای اشاره به خارجیان از نژاد غیرآسیای شرقی استفاده می‌شود. «گایجین» معمولاً به متولد و بزرگ شده در کشورهای دیگر یا سایر اقوام آسیای شرقی گفته نمی‌شود.
بسیاری از افراد این واژه را دارای بار منفی و توهین آمیز می‌پندارند، اما برخی دیگر آن را به عنوان یک کلمه عادی می‌دانند. گایکوکوجین به معنی شخص یا کشور خارجی (به‌ژاپنی:外国人)و اصطلاحی است، که تا حدودی رسمی‌تر می‌باشد و در دولت ژاپن و رسانه‌ها از آن استفاده می‌شود.

## ریشه‌شناسی و تاریخچه
کلمه گایجین و معنی آن را به صورت هیک‌مونوگاتاری (به‌انگلیسی: Heike Monogatari)و (به‌ژاپنی:平 家 物語) در قرن سیزدهم میلادی مردم ژاپن به کار می‌بردند و معنای لفظی آن در قرن۱۳(به جایی که هیچ خارجی وجود ندارد)
گایجین به بیگانگان و دشمنان بالقوه اشاره دارد. یکی دیگر از مراجع اولیه برای خارجی‌ها کلمه رنی‌هیشو (به‌انگلیسی: Renri Hishō) است که حدود سال ۱۳۴۹میلادی توسط شخصی به نام نیجو یوشیتومو (به‌انگیسی:Nijō Yoshimoto) رایج شده‌است، این کلمه در جایی استفاده می‌شود که یک ژاپنی اصالتاً ژاپنی نباشد ولی در بین ژاپنیها زندگی می‌کند و به غریبه‌ها بیشتر اشاره دارد نه دوستان نزدیک و صمیمی به معنای آن‌که در هنگامی استفاده می‌شود فرد ژاپنی نبود و دوست هم نباشد.

## کاربرد
در حالی که تمام اشکال این کلمه به معنای «خارجی» است، اما در عمل گایجین یا گای کوکوجیم (به‌انگلیسی:gaikokujin) معمولاً برای اشاره به خارجیان از نژاد غیر آسیای شرقی استفاده می‌شود. به عنوان مثال، سایر اقوام آسیای شرقی مانند چینی‌ها و کره ای‌های مقیم ژاپن به‌طور معمول به عنوان گایجین شناخته نمی‌شوند، بلکه با توجه به قومیت آنها به‌طور مستقیم، یا برای قوم و گروه‌های چینی خاص از آن استفاده می‌شود، همچنین معمولاً در رویدادهای ژاپنی مانند بیس بال برای بازیکنان غیر ژاپنی در این ورزش محدودیتی وجود دارد.
ژاپنی زبانان معمولاً از افراد غیر ژاپنی به عنوان گایجین یاد می‌کنند، حتی در خارج از کشور ژاپن هم از این لغت استفاده می‌کنند. با این وجود، این اصطلاح ممکن است بدون داشتن قصد موضوعی توسط بسیاری از مردم مقیم ژاپن به کار برود، که بیشتر برای تحقیر کردن و تحقیر آمیز بودن موضوع از آن استفاده می‌شود.
با توجه به این موضوعات، معمولاً از گایکوکوجین برای رسمی بودن به عنوان کلمه جایگزین برای اشاره به افراد غیر ژاپنی استفاده می‌شود. نانت گوتلیب، استاد مطالعات ژاپنی در دانشکده زبان و مطالعات اجتماعی در دانشگاه کوئینزلند در کشور استرالیا، می‌گوید:((این اصطلاح بحث‌برانگیز شده‌است و اکنون اکثر پخش کنندگان تلویزیون ژاپن در استفاده کردن از آن اجتناب می‌کنند.
گایجین اغلب در ادبیات و فرهنگ پاپ غربی به کار می‌رود. همچنین گانجین در بسیاری از رمان‌های نویسندگان مانند مارک اولدن (نیویورک: خانه آربور، ۱۹۸۶میلادی)، جیمز ملویل برو آرام، گایجین (نیویورک: مطبوعات مارتین، ۱۹۸۶میلادی) به کار رفته‌است، این کلمه حتی در عنوان فیلم‌های داستانی مانند گایجین تیزوکا یامازاکی - اوس کامینهوس دا لیبرداده (۱۹۸۰میلادی) و گایجین - آما-من کومو سو (۲۰۰۵میلادی) و همچنین در نام انیمیشن گایجین (۲۰۰۳میلادی) فومی اینو به کار رفته‌است.